# The Simpsons (sæson 10)
Den tiende sæson af tv-serien The Simpsons blev første gang sendt i 1998 og 1999.

## Afsnit

### Lard of the Dance
Tekst mangler, hjælp os med at skrive teksten

### Thirty Minutes Over Tokyo
Der er åbnet en internet café i Springfield, som Lisa for overtalt Homer til at tage ned til. På internet caféen bliver Homers internetbank konto bestjålet, så alle deres spare penge til ferien er væk, så Homer tager på sit andet job, at gå på indbrud i Flanders' hus. Ned siger til Homer at de går til nogle seminarer med foredragsholderen Chuck Gorebidian, om at man skal spare, så de får et tip om, at man kan rejse billigt, hvis man er lige glad hvor man kommer hen, det bliver Japan, hvor der er meget der går galt.